# Foul
En foul delas ut vid regelbrott i basket. Vid en foul blåser domaren och håller upp en knytnäve (vid personlig foul) eller något av tecknen för teknisk, osportslig eller diskvalificerande foul. Skillnaden mellan en foul och en överträdelse är att vid en överträdelse blåser domaren och bollen ges till motståndarna (klockan stoppas). Vid en foul görs även en anteckning i protokollet och vid skottförsök eller teknisk, osportslig, fighting eller diskvalificerande foul skjuts straffkast, detta sker även om regeln om lagfoul har trätt i kraft.

## Fouls
Foul kan ådömas de aktiva spelarna och huvudcoachen. Om spelare på bänken eller där domaren inte ännu inte godkänt spelarbyte begår överträdelser, är det huvudcoachen som ådöms foul (bänkteknisk). Samtliga spelare, coacher och medföljande kan diskvalificeras (utvisas från hallen).

## Spelarfoul

### Personlig foul (P)
En personlig foul delas ut till en enskild spelare efter till exempel otillåten användning av hand, blockeringsfoul eller holding. Vid en personlig foul antecknas ett P i protokollet, om det var ett skottförsök eller regeln om lagfoul trätt i kraft så skjuts 1, 2 eller 3 straffkast.

### Teknisk foul (T)
En spelarteknisk foul delas ut när en spelare missköter sig, den betecknas med ett T i protokollet och bestraffas med två straffkast och bibehållen boll.

### Osportslig foul (U)
En osportslig foul delas ut vid en gravt osportslig fysisk handling på planen, den delas även ut när en spelare utför en foul avsiktligt eller med avsikt att skada en motståndare. En osportslig foul betecknas med ett stort U i protokollet och bestraffas som en teknisk, vid den andra osportsliga foulen delas automatiskt en diskvalificerande foul ut (i folkmun kallad diskfoul).

### Diskvalificerande foul (D)
En diskvalificerande foul delas ut vid extremt osportsliga och brutala spelöverträdelse. Vid en diskvalificerande foul skickas spelaren omedelbart ut i omklädningsrummet - spelaren får även valet att lämna byggnaden. Spelaren får inte vistas på bänk eller i publikområdet. Efter en diskvalificerande foul skickas en rapport in till förbundet - de flesta diskvalificerande fouler leder till avstängning. En diskvalificerande foul betecknas med ett stort D i protokollet.

### Diskvalificering
En spelare som har 5 foul (6 i NBA), P eller T i kombination, får inte längre delta i spelet. Skulle spelaren begå ytterligare överträdelser efter detta, belastar detta i så fall coachen (Bänkteknisk foul).
En spelare med 2 osportsliga foul (U), eller någon diskvalificerande/fighting foul (D/F) måste omedelbart lämna hallen, se diskvalificerande foul.

## Couchfoul
Huvudcoachen kan ådömas två sorters teknisk foul:

### Coachteknisk foul (C)
En Coachteknisk foul delas ut mot en coach som missköter sig, den betecknas med ett stort C i protokollet.

### Bänkteknisk foul (B)
En bänkteknisk foul delas ut när en funktionär eller avbytare missköter sig. Det är huvudcoachen som bestraffas och beteckningen är ett stort B. En bänkteknisk bestraffas på samma sätt som en T eller C-teknisk foul.

### Diskvalificering
Huvudcoachen ansvarar för coachtekniska foul och bänktekniska. När huvudcoachen erhållit 2 coachtekniska (C), eller tre i kombination (C+B) får huvudcoachen inte längre delta i spelet. Huvudcoachen ersätts då av eventuell assisterande coach, eller om det saknas, av lagkaptenen.